# Brushy Creek
Brushy Creek és una concentració de població designada pel cens dels Estats Units a l'estat de Texas. Segons el cens del 2000 tenia 15.371 habitants.

## Demografia
Segons el cens del 2000, Brushy Creek tenia 15.371 habitants, 4.805 habitatges, i 4.252 famílies. La densitat de població era de 681,4 habitants per km².
Dels 4.805 habitatges en un 57,9% hi vivien nens de menys de 18 anys, en un 80,2% hi vivien parelles casades, en un 6,8% dones solteres, i en un 11,5% no eren unitats familiars. En el 8,6% dels habitatges hi vivien persones soles l'1,4% de les quals corresponia a persones de 65 anys o més que vivien soles. El nombre mitjà de persones vivint en cada habitatge era de 3,18 i el nombre mitjà de persones que vivien en cada família era de 3,39.
Per edats la població es repartia de la següent manera: un 35% tenia menys de 18 anys, un 4,7% entre 18 i 24, un 39,1% entre 25 i 44, un 17,2% de 45 a 60 i un 4% 65 anys o més.
L'edat mediana era de 32 anys. Per cada 100 dones de 18 o més anys hi havia 93,7 homes.
La renda mediana per habitatge era de 84.472 $ i la renda mediana per família de 85.370 $. Els homes tenien una renda mediana de 60.409 $ mentre que les dones 39.542 $. La renda per capita de la població era de 28.129 $. Aproximadament l'1,2% de les famílies i l'1,7% de la població estaven per davall del llindar de pobresa.

## Poblacions més properes
El següent diagrama mostra les poblacions més properes.